# Aleš (priimek)
Aleš je priimek v Sloveniji, ki ga je po podatkih Statističnega urada Republike Slovenije na dan 1. januarja 2010 uporabljalo 222 oseb in je med vsemi priimki po pogostosti uporabe uvrščen na 1.886. mesto.

## Znani nosilci priimka
- Anton Aleš (Tony Ayles), pisec spominov
- Franjo Aleš (1906—?), publicist
- Frank Aleš (1886—1980), društveni delavec v ZDA
- Gregor Aleš, plavalec, trener, potapljač
- Jure Aleš (*1995), smučar
- Otokar (Janez) Aleš (1854—1926), učitelj petja
- Peter Aleš (1786—1868), rimskokatoliški duhovnik, gospodarsko-kmetijski pisec

## Tuji nosilci priimka
- Mikulaš Aleš (1852—1913), češki slikar